# Szamoskrassó
Szamoskrassó település Romániában, Szatmár megyében.

## Fekvése
Szatmár megyében, Szatmárnémetitől keletre, a Szamos bal partján, Nagykolcs és Szamoslippó között fekvő település.

## Története
Szamoskrassó (Krassó) Árpád-kori település, a 14. század elején már említve volt egyháza is. Nevét már akkor is Krassónak írták, és a 15. század végéig a meggyesi uradalomhoz tartozott. 1409-ben a Csáky család tagjai akarták megszerezni Krassót, az 1500-as években a Báthoryaké volt, majd 1632-1633-ban Bagossy Pál szerezte meg. A 18. században több birtokosa is volt: a gróf Teleki, a báró Vécsey, a Wesselényi, a Darvay, a Gáspár, a Tarczy, az Egri, a Solymossy és a Mándy családok is, a 19. században pedig rajtuk kívül még a gróf Dégenfeld, a gróf Karacsay, a báró Radák és a Katona családok is. A 20. században legnagyobb birtokosai Újfalussy Miklós és a Csengery Mayer család voltak.
A falu határában kénes forrás is fakadt.

## Nevezetességek
- Református temploma 1798-ban épült a régi fatemplom helyére.
- Görögkatolikus temploma 1895-ben épült.